# Baru Titi Besi
Baru Titi Besi is een bestuurslaag in het regentschap Deli Serdang van de provincie Noord-Sumatra, Indonesië. Baru Titi Besi telt 669 inwoners (volkstelling 2010).